# Yoshi’s New Island
Yoshi’s New Island – komputerowa gra platformowa, wydana 14 marca 2014 w Ameryce Północnej i w Europie na konsolę Nintendo 3DS. Jest to kontynuacja gier Super Mario World 2: Yoshi’s Island z 1995 roku i Yoshi’s Island DS z 2006 roku. Wyglądem Yoshi’s New Island przypomina poprzednie gry o tytułowym bohaterze, z obrazami jakby malowanymi farbami olejnymi, farbami akwarelowymi i kredkami pastelowymi. Rozgrywka polega na sterowaniu dinozaurem Yoshi, który eskortuje niemowlęta (w tym Baby Mario) i pożera wrogów, dzięki czemu może składać jajka używane jako pociski.

## Rozwój
Gra została zapowiedziana na prezentacji Nintendo Direct w kwietniu 2013. Oficjalną nazwę ujawniono na targach Electronic Entertainment Expo 2013, gdzie pokazano także zwiastun gry.